# CND (calculator)
CND1 (Calculator numeric didactic) a fost un calculator didactic digital realizat în cadrul Institutului Politehnic București pentru dotarea laboratorului de calculatoare din Facultatea de Automatică. A fost realizat ca proiect de diplomă de studenții Dan Golumbovici și Iulian Popa sub îndrumarea prof. Adrian Petrescu.
Destinația didactică a calculatorului a impus stabilirea unei structuri simple și intuitive, care a condus la următoarele caracteristici:
- pentru codificarea semnalelor s-a folosit logica negativă: 0 V pentru zero logic și –24 V pentru unu logic;
- lungimea cuvântului: 16 biți, inclusiv bitul de semn; numerele negative sunt reprezentate în complementul față de 2;
- capacitatea memoriei de tip magnetostrictiv este de opt cuvinte;
- durata medie a unui ciclu de memorie (citire/scriere) este de 2,25 ms, în condițiile unei întârzieri, asigurată de linia magnetostrictivă, de 4,5 ms;
- introducerea și extragerea informației se realizează de la panoul de comandă, prevăzut cu comutatoare, butoane și afișare optică (becuri);
- unitatea aritmetică este de tip serie, cu acumulator, iar viteza de operare este de 250 op/s;
- unitatea aritmetică dispune de un dispozitiv care detecteaza depășirea capacității; semnalul de depășire oprește execuția programului în curs (acest semnal poate fi anulat);
- unitatea de comanda este de tip convențional;
- lista de instrucțiuni cuprinde următoarele operații: sumă, diferență, produs logic, sumă logică, negație, sumă modulo doi, deplasare dreapta/stânga, salt condiționat la zero, salt necondiționat, încărcarea acumulatorului, memorarea acumulatorului, stop program (pentru vizualizarea rezultatelor parțiale) și sfârșit de program;
- viteza de operare a calculatorului era de circa 100 instr./s;
- instrucțiunile pot fi executate pas cu pas, comanda de trecere la executarea instrucțiunii urmatoare dându-se de la panoul de comandă.